# Debbie Jevans
Pour les articles homonymes, voir Jarrett.
Deborah « Debbie » Jevans (née le 20 mai 1960) est une joueuse de tennis britannique, professionnelle à la fin des années 1970 et début 1980. Elle est aussi connue sous son nom de femme mariée, Deborah Jevans-Jarrett.
En 1979, elle a atteint le 4e tour à Wimbledon (battue par Virginia Wade), sa meilleure performance en simple dans une épreuve du Grand Chelem.

## Palmarès

### Titre en simple dames
Aucun

### Finale en simple dames
Aucune

### Titres en double dames
| No | Date       | Nom et lieu du tournoi              | Catégorie | Dotation | Surface      | Partenaire      | Finalistes                      | Score    |          |
| -- | ---------- | ----------------------------------- | --------- | -------- | ------------ | --------------- | ------------------------------- | -------- | -------- |
| 1  | 04-06-1979 | Kentish Times Tournament Beckenham  |           | 8 600 $  | Gazon (ext.) | Jo Durie        | Elizabeth Little Keryn Pratt    | 6-1, 6-4 | Parcours |
| 2  | 26-04-1982 | Torneo Citta di Arzachena Sardaigne | Series 1  | 50 000 $ | Terre (ext.) | Elizabeth Jones | Catrin Jexell Susana Villaverde | 7-6, 6-2 |          |

### Finale en double dames
| No | Date       | Nom et lieu du tournoi                           | Catégorie | Surface      | Vainqueures                | Partenaire     | Score    |          |
| -- | ---------- | ------------------------------------------------ | --------- | ------------ | -------------------------- | -------------- | -------- | -------- |
| 1  | 29-05-1978 | Ely's Surrey Grass Courts Championships Surbiton |           | Gazon (ext.) | Winnie Shaw Lesley Charles | Clare Harrison | 6-2, 6-4 | Parcours |

## Parcours en Grand Chelem

### En simple dames
| Année | Open d'Australie (janvier) | Open d'Australie (janvier) | Internationaux de France | Internationaux de France | Wimbledon       | Wimbledon       | US Open         | US Open        | Open d'Australie (décembre) | Open d'Australie (décembre) |
| 1979  | n/a                        | n/a                        | -                        | -                        | 4e tour (1/8)   | Virginia Wade   | -               | -              | -                           | -                           |
| 1980  | n/a                        | n/a                        | -                        | -                        | 2e tour (1/32)  | Sherry Acker    | 1er tour (1/64) | Betsy Nagelsen | -                           | -                           |
| 1981  | n/a                        | n/a                        | 2e tour (1/32)           | Sylvia Hanika            | 2e tour (1/32)  | Wendy Turnbull  | 1er tour (1/64) | Peanut Louie   | -                           | -                           |
| 1982  | n/a                        | n/a                        | 1er tour (1/64)          | C. Tanvier               | 1er tour (1/64) | C. Kohde-Kilsch | 2e tour (1/32)  | Pam Shriver    | -                           | -                           |
| 1983  | n/a                        | n/a                        | -                        | -                        | 1er tour (1/64) | Nancy Yeargin   | -               | -              | -                           | -                           |

À droite du résultat, l’ultime adversaire.

### En double dames
| Année | Open d'Australie (janvier) | Open d'Australie (janvier) | Internationaux de France    | Internationaux de France  | Wimbledon                    | Wimbledon                   | US Open                      | US Open                     | Open d'Australie (décembre) | Open d'Australie (décembre) |
| 1976  | -                          | -                          | -                           | -                         | 2e tour (1/16) C. Matison    | Marise Kruger E. Vlotman    | -                            | -                           | n/a                         | n/a                         |
| 1979  | n/a                        | n/a                        | -                           | -                         | 3e tour (1/8) Jo Durie       | Mima Jaušovec V. Ruzici     | 2e tour (1/16) Jo Durie      | Ilana Kloss B. Stuart       | -                           | -                           |
| 1980  | n/a                        | n/a                        | -                           | -                         | 1er tour (1/32) Jo Durie     | Sue Barker Ann Kiyomura     | 3e tour (1/8) Anne Hobbs     | Kathy Jordan Anne Smith     | -                           | -                           |
| 1981  | n/a                        | n/a                        | 3e tour (1/8) Jo Durie      | Kathy Jordan Anne Smith   | 1er tour (1/32) Jo Durie     | J. Russell V. Ruzici        | 1er tour (1/32) Glynis Coles | H. Mandlíková P. Teeguarden | -                           | -                           |
| 1982  | n/a                        | n/a                        | 1er tour (1/32) I. Villiger | Henricksson Pam Whytcross | 2e tour (1/16) E. Jones      | C. Reynolds Paula Smith     | 1er tour (1/32) Chris Newton | Penny Barg Beth Herr        | -                           | -                           |
| 1983  | n/a                        | n/a                        | 2e tour (1/16) Amanda Tobin | R. Fairbank C. Reynolds   | 1er tour (1/32) Amanda Tobin | Petra Delhees C. Jolissaint | -                            | -                           | -                           | -                           |

Sous le résultat, la partenaire ; à droite, l’ultime équipe adverse.

### En double mixte
| Année | Open d'Australie (janvier), | Open d'Australie (janvier), | Internationaux de France   | Internationaux de France  | Wimbledon                  | Wimbledon                  | US Open | US Open | Open d'Australie (décembre), | Open d'Australie (décembre), |
| 1976  | n/a                         | n/a                         | -                          | -                         | 2e tour (1/16) A. Jarrett  | Ann Kiyomura J. Kamiwazumi | -       | -       | n/a                          | n/a                          |
| 1977  | n/a                         | n/a                         | -                          | -                         | 1er tour (1/32) A. Jarrett | Betty Stöve Frew McMillan  | -       | -       | n/a                          | n/a                          |
| 1978  | n/a                         | n/a                         | -                          | -                         | 1/4 de finale A. Jarrett   | Betty Stöve Frew McMillan  | -       | -       | n/a                          | n/a                          |
| 1979  | n/a                         | n/a                         | -                          | -                         | 1er tour (1/32) A. Jarrett | Diane Desfor Owen Davidson | -       | -       | n/a                          | n/a                          |
| 1980  | n/a                         | n/a                         | -                          | -                         | 3e tour (1/8) A. Jarrett   | Betty Stöve Frew McMillan  | -       | -       | n/a                          | n/a                          |
| 1981  | n/a                         | n/a                         | -                          | -                         | 1er tour (1/32) A. Jarrett | Betty Stöve Frew McMillan  | -       | -       | n/a                          | n/a                          |
| 1982  | n/a                         | n/a                         | 2e tour (1/8) M. Günthardt | Kathy Rinaldi Jimmy Arias | 2e tour (1/16) A. Jarrett  | Leslie Allen Peter Rennert | -       | -       | n/a                          | n/a                          |
| 1983  | n/a                         | n/a                         | -                          | -                         | 1er tour (1/32) A. Jarrett | P. Teeguarden B. Mitton    | -       | -       | n/a                          | n/a                          |

Sous le résultat, le partenaire ; à droite, l’ultime équipe adverse.